# Os renovadores

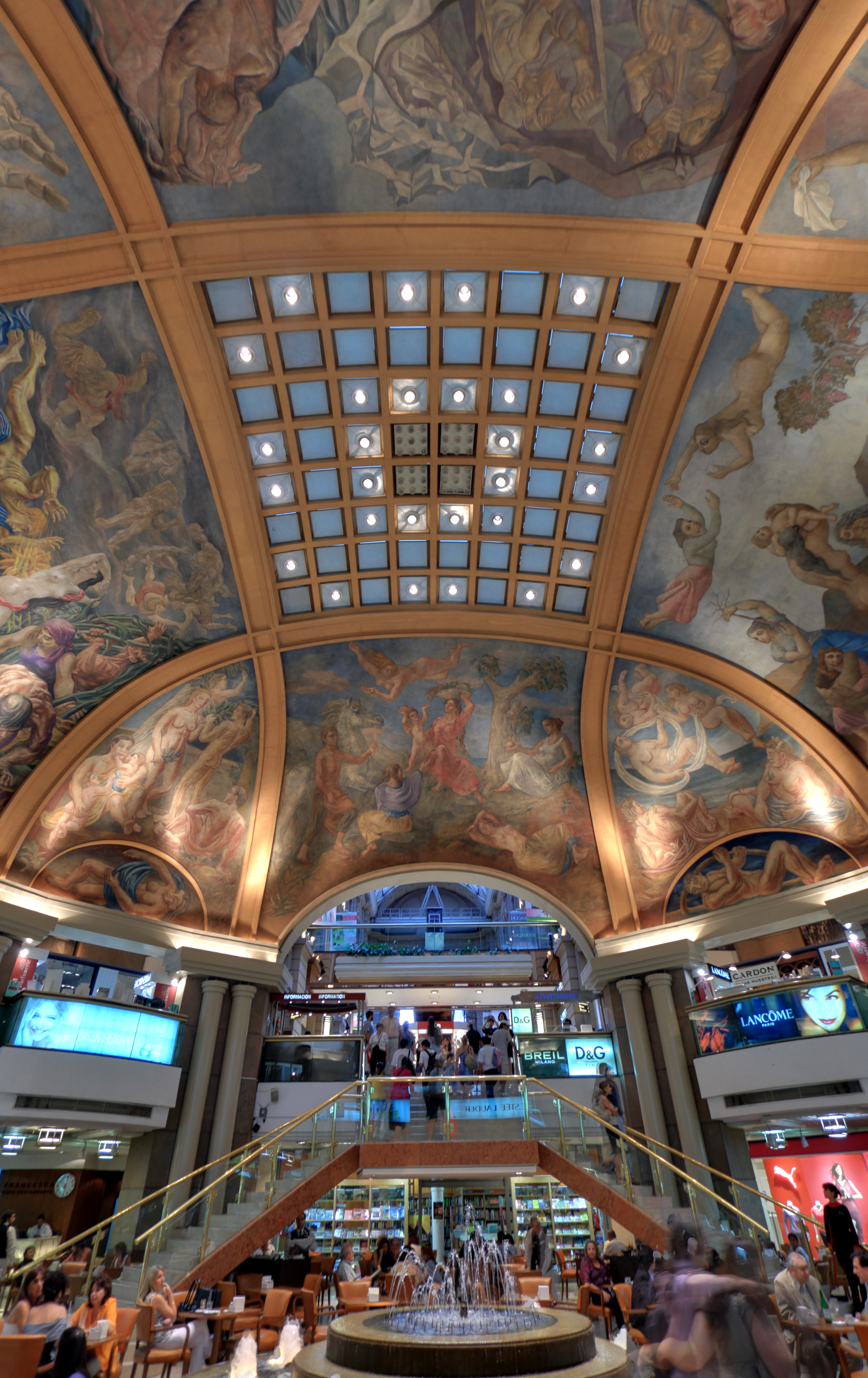
Mural de Manuel Colmeiro nas Galerías Pacífico em Buenos Aires

Os Novos, Os Renovadores , ou Movimento Renovador, foi um grupo de artistas galegos que quis renovar as formas plásticas da arte galega na primeira metade do século XX, especialmente a partir da década de 1920.

## Artistas
Sendo como foi um movimento amplo e diverso, que respondia mais a um momento da arte galega do que a um grupo definido (por exemplo, os ligados a um manifesto específico das vanguardas), o grupo varia consoante a época e os critérios utilizados. Carlos Maside, Arturo Souto, Manuel Colmeiro, Luis Seoane, Xosé Eiroa, Fernández Mazas, Manuel Torres e Xosé Otero Abeledo "Laxeiro", entre outros, são geralmente considerados integrantes do grupo.
Às vezes é incluído José Frau, que tem obras em coleções de arte galegas (Afundación de Abanca, Museu Provincial de Pontevedra, Museu de Belas Artes da Corunha e Museu Galego de Arte Contemporânea Carlos Maside), e nasceu em Vigo, mas deixou a Galiza com a idade de três anos (Picasso passou cinco anos na Corunha, durante os quais recebeu formação artística, pintou e fez a sua primeira exposição individual, mas nunca é colocado no grupo dos Renovadores). Costuma-se incluir também Virxilio Blanco, que foi para Cuba muito jovem, mas manteve vínculos com artistas galegos e formou-se nas aulas do Centro Galego de Havana.
Pelo apoio e influência que tiveram sobre eles, também é comum incluir Castelao, Camilo Díaz Baliño ou o escultor Francisco Asorey, visto que também eles promoveram essa renovação.
Seguindo diferentes critérios artísticos, formais ou cronológicos, há muitos mais artistas incluídos com o mesmo nome, como Urbano Lugrís, os irmãos Mario e Eugenio Granell, Maruxa Mallo e seu irmão Cristino, ou alguns anos depois como María Antonia Dans, aluna de Lolita Díaz Baliño (ilustradora e primeira mulher membro da Real Academia Galega de Belas Artes, ao lado de María Corredoira) com Elena Gago; ou Ángel Johán, Andrés Colombo, Francisco Miguel, Ochoa, Luís Huici, Álvaro Cebreiro, Pesqueira, Concheiro, Bonome etc.
Um caso a considerar separadamente seria Isaac Díaz Pardo, que após o assassinato de seu pai Camilo Díaz, continuou o legado de sua grande família de artistas da geração anterior à sua e renovou as formas de design e cerâmica junto com sua esposa Carme Arias, a Luís Seoane e ao arquitecto Andrés Fernández Albalat, apesar de ter parado de pintar nos anos 1970 e ter afirmado que o fez "porque não havia outra opção, tivemos de avançar".

## Os antecedentes
Os esforços para manter a dignidade da cultura galega em todas as suas dimensões são contínuos desde os Séculos Escuros, tanto no campo das artes (por exemplo no agromar do barroco compostelano), científico e didático (com Martín Sarmiento e Benito Jerónimo Feijoo), como no literário, com descobertas recentes que mostram que não foi um tempo totalmente estéril.
No século XIX, a procura da cultura galega intensificou-se, e vários acontecimentos levaram a um ressurgimento literário na segunda metade, sobretudo na poesia. Nas artes plásticas, particularmente na pintura, no final desse século e início do século XX, existe uma afinidade entre os artistas galegos pela pintura de paisagem romântica e pós-impressionista influenciada por Cézanne. Entre eles há um sentimento regionalista de reivindicação das paisagens galegas, e eles compartilham uma crítica, verbalizada por Valle-Inclán, a uma certa hierarquia estética que priorizava o eixo Madri-Valência. Naqueles anos, vários dos artistas mais promissores morreram jovens e fala-se de uma geração doente.

#### Galeria de imagens dos predecesores
- O xantar, de Silvio Rodríguez, do rexionalismo paisaxista.
- Escena de romaría, de Xenaro Carrero, membro da Geração Doente.
- O gaiteiro, Jaspe Moscoso. Museo de Belas Artes da Coruña.
- Pardo de Cela por Manuel Ángel Álvarez.[a]
- Banho de cavalos de Román Navarro, no Museo de Belas Artes da Corunha.
- Estribela, de Alfredo Souto Cuero.
- Retrato de Emilia Pardo Bazán, por Vaamonde Cornide.
- Paisaxe de inverno de Serafín Avendaño.[b]

## As vanguardas
Na Europa, no início do século e no período entre guerras, as vanguardas apareceram fortemente. Os artistas do Estado espanhol que participam desses movimentos o fazem principalmente no exterior, indo da Catalunha especialmente para a França (Picasso, Juan Gris, Miró, Dalí...). Na Galiza, o grupo Nós pretende dignificar e ligar a cultura galega à europeia e dá um primeiro contributo à vanguarda, e nos anos 1920 surge a geração de 25, a grande renovadora da poesia e do teatro galego, continuando o trabalho de modernizar a literatura galega da geração anterior. Mesmo assim, apesar de incorporarem elementos de vanguarda, não houve uma ruptura total com a tradição; da mesma forma, os artistas plásticos galegos nascidos na primeira década do século não rompem com artistas um pouco mais velhos que eles, como Díaz Baliño, Daniel Castelao ou o escultor Francisco Asorey, e por sua vez não pretendem romper com a tradição galega, mas valorizá-la, democratizá-la e renová-la. Escritores e artistas plásticos se reúnem em torno de El Pueblo Gallego, que começa a publicar obras gráficas e escritas em castelhano e galego.

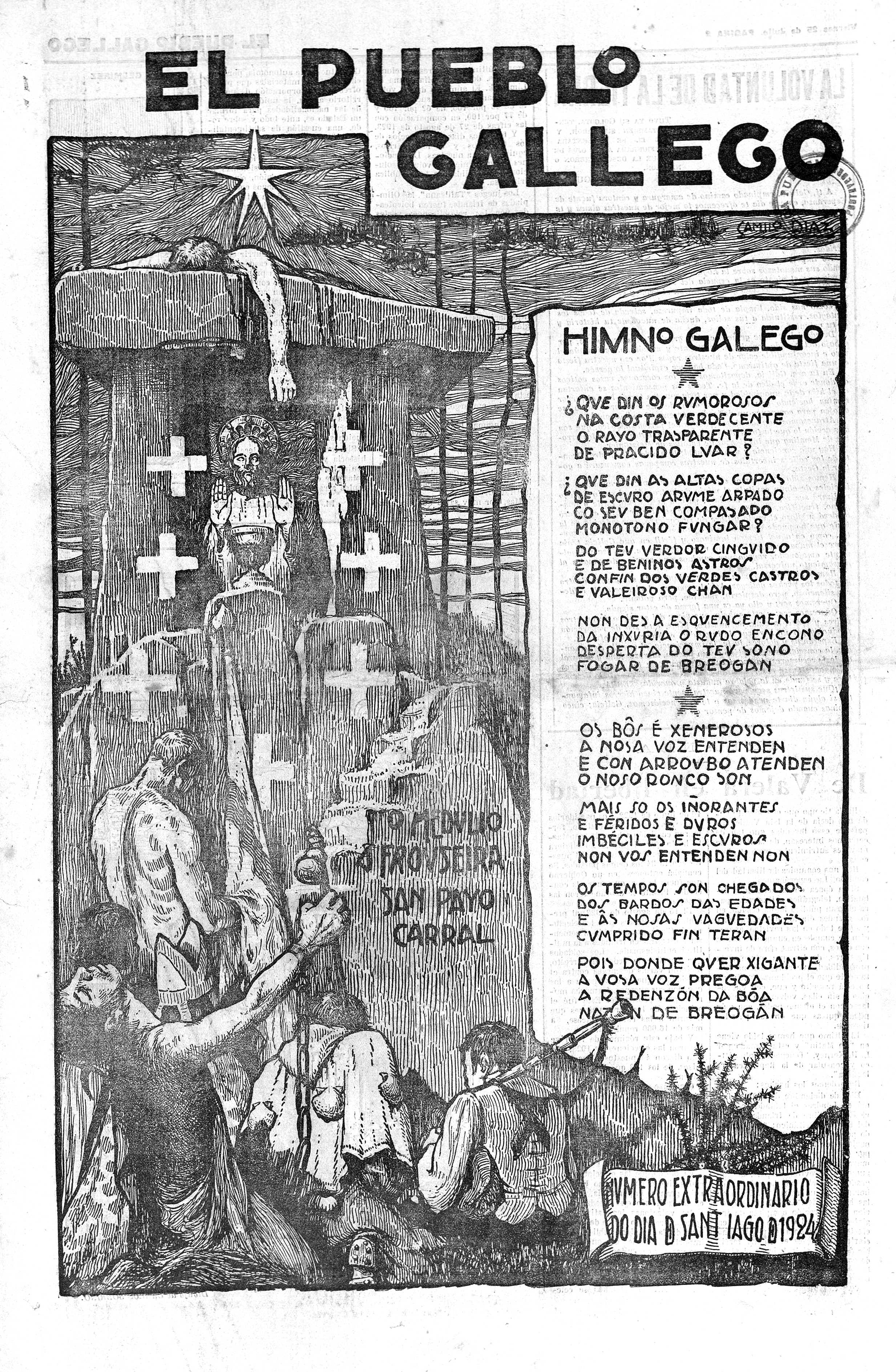
Camilo Díaz capa da revista El Pueblo Gallego

Em 1921 a Junta para la Aplicación de Estudios, presidida por Santiago Ramón y Cajal, concedeu a Castelao uma bolsa para aprender sobre a vanguarda na Europa. Passa dez meses a viajar por França, Bélgica e Alemanha, e um ano depois publica fragmentos do seu diário de viagem na Revista "Nós" (a publicação integral só foi feita 20 anos após o seu falecimento, e é composta por 314 páginas com desenhos e recortes).

No seu diário,  a 24 de abril, escreve Castelao:

O povo espanhol pensa que para ser universal tem que deixar de ser espanhol de espírito, e a nós que fazemos arte nacional (da nação galega) pede-se que matemos o espírito regional e sejamos espanhóis; agora eu pergunto: se você cuidar para que o fato de a arte não ter fronteiras, significa que ela seja cosmopolita. Por que você não nos pede para matar o espírito espanhol? Pois bem, se a arte espanhola pode sair de Espanha, a galega, a basca, a catalã também o podem.

Para ele, a arte tem de ser universal e cosmopolita, mas ligada ao povo e à cultura mãe. Ao entrar em contato com a arte de vanguarda da Europa Central, ele faz comentários às vezes desqualificadores. Sobre Picasso, que depois da sua formação na Corunha e Barcelona desenvolvia o cubismo em Paris, Castelao diz: "Ele me parece uma farsa (...) considero-o pouco mais que um amador de arte" (páginas 97-98), mas depois reconsidou sua opinião e afirmou que era culto, inteligente e "um grande empresário catalão" (embora fosse também andaluz de nascimento e galego por adoção) Na viagem pela Europa interessa-se pelas filosofias de vanguarda, mas não tanto pela sua concretude plástica, e prefere as vanguardas russas porque estão ligadas ao povo. Já de regresso à Galiza, publica um ensaio sobre o cubismo, no qual se interessa pela sua estruturação da pintura e do real, diz que as vanguardas podem ser "loucas, mas não parvas", e corresponde-se com o seu conterrâneo de Rianxo, o poeta Manuel António.
Castelao procura renovar a arte galega libertando-a de formalismos estranhos que a constrangem, e procura nas raízes a identidade.
É preciso voltarmos à inocência, ao folclore (...) onde a nossa tradição foi cortada. Precisamos sermos mais primários ou primitivos em nossa arte...
Manuel Antonio mostra concordância, mas responde:

Deve ser nada mais do que um ponto de partida orientado para um ponto na rosa dos ventos; então tens de começar a andar
Carlos Maside foi outro dos Novos que mais viajou, teve bolsas de estágio em Paris e Madrid, e parte de sua obra foi selecionada ao lado de Maruxa Mallo, Arturo Souto e outros pintores para serem expostas em várias capitais dos Estados Unidos pelo Carnegie Institute como novos pintores espanhóis. Em Paris, ele foi atraído pelo trabalho dos impressionistas Gaugin e Van Gogh, que influenciaram seu trabalho além dos cubistas, realismo mágico e expressionismo, e pelos escritos do professor da Bauhaus Wassily Kandinsky. Além da pintura, fez outros trabalhos gráficos como diversos cartazes, inclusive para a campanha do Estatuto. Foi pioneiro na formação da Coleção de Arte Contemporânea para o Seminário de Estudos Galegos, e propõe à Câmara Municipal de Santiago a criação de uma Biblioteca de Arte no Pavilhão Paseo da Ferradura. Ao contrário dos artistas que emigraram, ele fez parte do exílio interno. Em Vigo fez amizade com artistas um pouco mais jovens que ele, como seu sobrinho Julio Maside ou Laxeiro, contemporâneos da geração literária das Festas Minervais e um pouco mais jovens que a Promoción de enlace.
Manuel Colmeiro Guimarás foi outro elemento do grupo Novos que viajou continuamente, o que complementou a sua formação académica com a mais autodidata. Em 1928 foi também bolseiro do Conselho Provincial de Pontevedra, e graças a isso pôde frequentar lugares como o Prado. Exilou-se na Argentina, onde faria os murais da cúpula das Galerías Pacífico. Durante esses anos participou do ambiente de exílio relacionando-se com Luis Seoane, Rafael Dieste e Rafael Alberti entre outros. Em 1949 mudou-se para Paris, onde viveu até 1989 quando regressou à Galiza. Nos anos 1960, viria o sucesso com exposições em Londres, Paris e Madrid, e diversos prêmios e reconhecimentos nos anos 1980. Morreu em Salvaterra de Minho em 1999 com 98 anos. Sua filha Elena Colmeiro foi escultora e ceramista, formada na Argentina.

#### Murais de Colmeiro nas Galerías Pacífico
- 1
- 2
- 3
- 4

Luís Seoane, referindo-se às preocupações que se manifestavam no meio intelectual e estudantil de Santiago de Compostela no primeiro terço do século XX, disse a Víctor Freixanes:

As correntes do "simplicismo" preocupavam e interessavam muito, dentro da "art nouveau". O centro artístico e intelectual europeu começou a deslocar-se de Paris para Berlim tanto na pintura e nas artes plásticas como no pensamento filosófico e político (...) A Áustria também esteve muito presente, Paul Klee, Grosz... Tudo isto, embora pode parecer curioso, era conhecido na inquieta Galiza daqueles anos.

- Museu Castelao em Pontevedra
- Mural de Seoane

### Escultura
Na escultura Francisco Asorey, nascido em 1889 como seu amigo Camilo Díaz, seguiu alguns postulados figurativos, mas com uma policromia vibrante de textura expressionista e temas novos. Sem atingir o rupturismo ou a iconoclastia e abstração de algumas vanguardas, causou diversas polêmicas pelas formas e a iconografia. Numa encomenda para uma freguesia da Estrada (Pontevedra) representou a Virgem com uma hóstia ao peito e o padre não quis a escultura. A mesma iconografia que Díaz Baliño havia utilizado em seus cartazes para o Estatuto de Autonomia da Galiza, com a hóstia do brasão do Reino da Galiza (e hoje oficial da Comunidade Autónoma) no peito de uma santa leiga carregada de simbolismo.
- Escultura de Asorey
- Design de Díaz Baliño

A guerra levou-lhe muitos amigos, como Camilo, mas ele continuava em exílio interno, fazendo até obras de temática religiosa. A sua neta em 2013 atribuiu certo esquecimento a esta circunstância. Asorey também fez monumentos a grandes figuras da cultura galega, como o filósofo iluminista Benito Jerónimo Feijoo, o escritor do Rexurdimento Curros Enríquez ou o astrônomo de Lalim, Pontevedra, Ramón Mª Aller.
Em 2019, sua obra A Santa, de 1926, voltou à terra onde foi feita, após quase sete décadas no Centro Galego de Montevidéu, para a exposição Galicia, uma história no mundo, com curadoria de Gago Mariño. Apresentado em sua época na Exposição Nacional de Belas Artes (onde seria premiado seu Francisco de Assis), rompeu com o politicamente correto da época e chegou a ser criticado por Valle-Inclán e pela rainha (avó de Filipe VI). Em entrevista à imprensa em 1956, Asorey afirmou que esta era a obra com a qual estava "mais satisfeito".

### Entre tradição e renovação
- Desenhos de peças arqueológicas, Enrique Campo

O movimento na Galiza foi menos disruptivo do que outras vanguardas. Ao mesmo tempo que valorizavam a tradição, eram muito cosmopolitas, e o trabalho de outras pessoas foi fundamental para aquele movimento, desde a geração Nós a cientistas do Seminário de Estudos Galegos, arqueólogos, etc. e é aí que entra o  Enrique Campo com apenas quatro anos de trabalho mas muito intenso, praticando com novos campos do desenho, arqueologia e ilustração científica.
- Leiteira, Santiago de Compostela
- Mosteiro de São Francisco, Compostela
- Praça de Compostela, em Vigo
- Chafariz Fonte dos golfinhos, Pza. Rep. Argentina em Madrid
- Os renovadores forneceram obras para alimentar o Seminário de Estudos Galegos, instituição truncada durante o regime de Franco.

### Os surrealistas

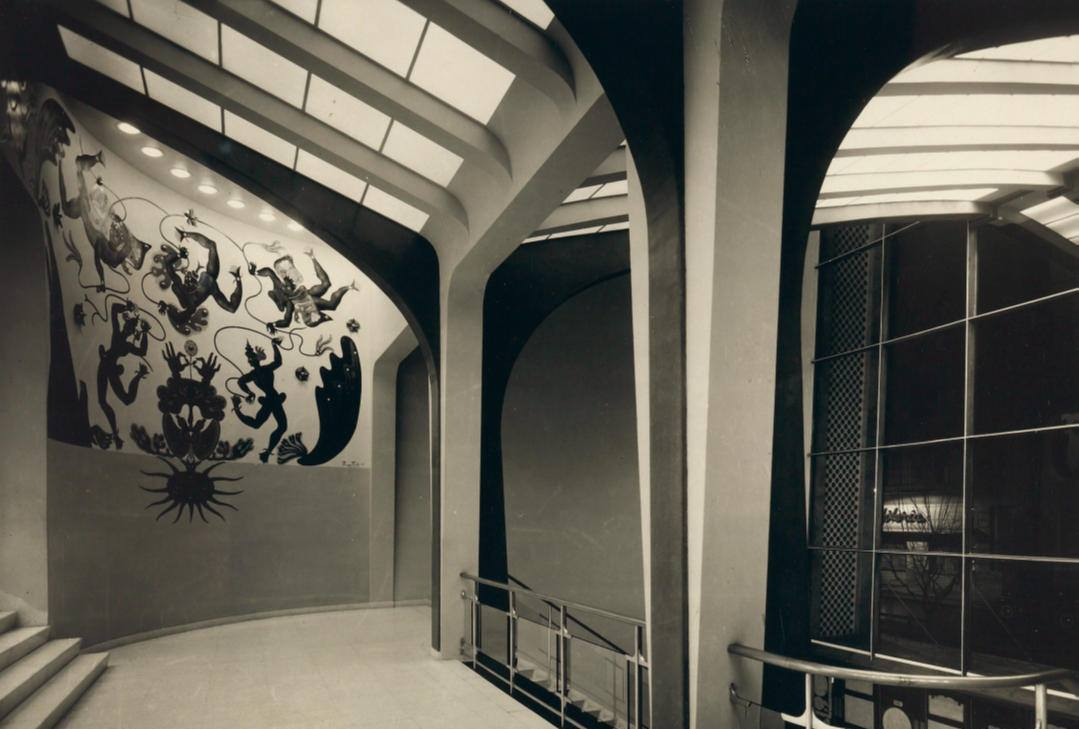
Mural de Maruxa Mallo no Los Angeles Cinemas em Buenos Aires

Parte do movimento renovador foi especialmente influenciado pelo surrealismo. A pintora vivariense Maruja Mallo tinha fortes laços com artistas e escritores como André Bretón, Lorca, Buñuel, Neruda, Alberti, Miguel Hernández etc. e com renovadores galegos como Luis Seoane; mesmo estando longe de sua terra, o mar da Galiza foi incluído como tema na sua obra (e.g. Cuaderno de Bueu). Estando em Vigo durante a revolta fascista, Mallo conseguiu fugir para Portugal. Com a ajuda de Gabriela Mistral, embaixadora do Chile em Lisboa, conseguiu viajar para a Argentina, fixando-se depois em Nova Iorque. Outros artistas marcados pela guerra foram Francisco Miguel, muralista que trabalhou com Alfaro Siqueiros e era amigo de Diego Rivera e Picasso, ilustrou obras de Borges e Gabriela Mistral, foi assassinado em 1936. O pintor Urbano Lugrís, filho de Lugrís Freire, histórico galeguista contrário da ideologia de Franco, foi forçado a tomar partido do fascismo, como outros artistas. Além de pintor com destaque para temas marinhos influenciados pelo surrealismo, trabalhou em cenografias e até arquitetura, como a capela surrealista dos Reis Magos de Bueu.

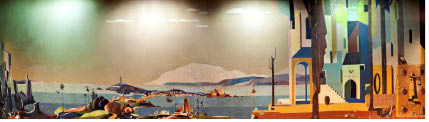
"Vista da Coruña 1669", mural de Lugrís declarado de Interesse Cultural

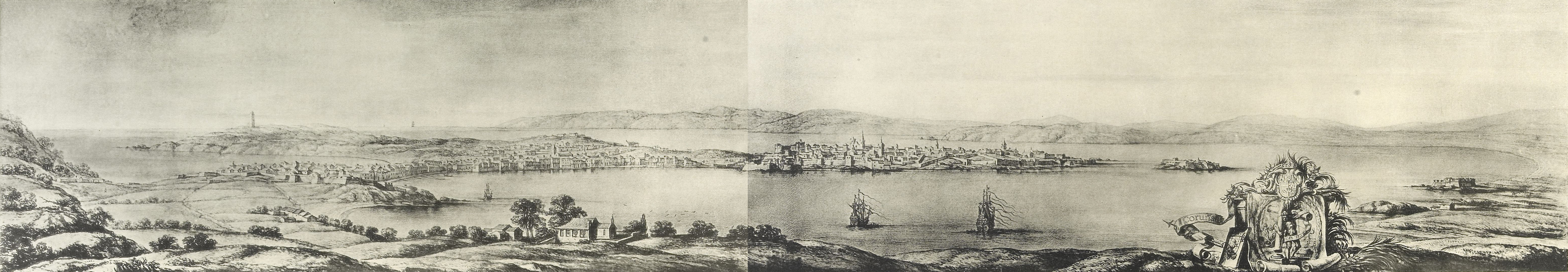
"Vista da Coruña", por Pier Mª Baldi, em 1669

### A cenografia e o teatro
Nos anos 1920 os membros das Irmandades da Fala preocupavam-se com o teatro e muitos eram os autores; entre os anos 1922 e 1926 fundaram a Escola Dramática Galega, havendo uma esplêndida época teatral, no entendimento de Leandro Carré Alvarellos. Alguns dramaturgos proeminentes foram Ramón Cabanillas (A man da santiña, O mariscal), Armando Cotarelo Valledor (Mourenza) e Vicente Risco. Na produção literária do início do século, Antonio Noriega Varela e Ramón Cabanillas foram uma ponte entre a estética do século XIX e a estética de vanguarda. Noriega Varela oferece uma visão poética e impressionista da natureza, iniciando uma tendência chamada "neovirgilianismo" ou "paisagismo humanista", continuada por Aquilino Iglesia Alvariño.[carece de fontes?] Cabanillas assimila a poesia de Curros Enríquez, Rosalía de Castro e Eduardo Pondal, levando também elementos modernistas. Na Geração de 25, o autor de maior destaque foi Rafael Dieste. A cenografia é diversificada, com elementos surrealistas e simbolistas. No início da década de 1930, o andaluz Lorca fundou La Barraca, grupo com o qual percorreu a Península Ibérica, e do qual participaram na cenografia Urbano Lugrís e Ernesto Guerra da Cal. Fruto da sua amizade com artistas galegos, Lorca escreveu seis poemas em língua galega, publicados em 1935.
- Teatro de Isaac Fraga em 1922. Vinte anos depois construiria o primeiro cinema da Galiza
- La Barraca indo a Vigo. Guerra da Cal esteve nos primórdios da companhia, e atuou como 'assistente linguístico' para os Seis poemas galegos de Lorca.
- Urbano Lugrís trabalhou de escenógrafo vários anos com 'La Barraca'.
- Castelão, já no exílio, pintando as máscaras para Os vellos non deben de namorarse

### O humor gráfico
Em 1888 publicam-se as primeiras bandas desenhadas galegas, mas seria nas primeiras décadas doc. XX quando o desenho se desenvolveria como ferramenta de análisemna chave da zombaria eeda crítica sócio-política (en charge). O humor gráfico ligava-se à reticência própria do país e fazia parte da literatura do grupo Nós, autores como Risco, que depois transitava para uma seriedade cerimoniosa, assinava como Polichinela e publicava textos satíricos como O porco de pé, embora noutras peças como O búfón de el'Rei formula um humor mais complexo; Otero Pedrayo, com prosa solene, retratou Diego Gelmires como comediante. Do tempo das canções de escárnio ao tempo dos renovadores, houve uma tradição ininterrupta de literatura oral humorística, mesmo durante os Séculos Escuros. Barriga Verde, pioneiro das marionetas na Galiza, refletia as querelas entre galegos e portugueses, como já fizera Gabriel Feijóo séculos antes no seu célebre Entremés sobre a pesca do rio Minho. Vários autores como Maside, Camilo Díaz Baliño, seu irmão Ramiro ou Izquierdo Durán se aventuraram no campo da ilustração humorística e da caricatura e coletaram influências do humor centro-europeu, em particular o da revista Simplicissimus. O representante galego do humor gráfico que mais impacto teve foi Castelao, e também, embora catalão de nascimento, Luis Bagaría, que teve uma relação estreita com a Galiza. Era amigo de Castelão, a quem desenhou, entrevistou e publicou mais de uma vez (como diretor na revista El Sol), de Antón Vilar Ponte, e era muito admirado por Luís Seoane. Na escultura, Fco. Vázquez Díaz combinaria alguns retratos mais clássicos com a sátira em suas peças de pinguins, muito ligadas ao surrealismo, pelas quais sofreria a ação da censura.
- Caricatura da República de Weimar como "república sem republicanos". Bagaría e Castelao receberiam grande influência desses autores
- Pedro Muñoz Seca
- Antonio Vázquez Rei, por Camilo Díaz Baliño
- Sala do Museo de Pontevedra adicada a Castelao
- Vicente Risco, homenageado na Praça do Humor, na Corunha

## Legado
- Indicador no complexo de Cerámicas do Castro.
- Luis Seoane, Díaz Pardo, os Núñez Búa, os Sofovich e os Scheimberg em Magdalena

A renovação da arte influenciou a geração seguinte em todos os campos artísticos dos artistas galegos, e foram chamados por algúns de Segundos Renovadores. Os exilados participaram então das novas formas de desenho, muralismo e pintura em geral, arquitetura, tipografia ou cerâmica. Artistas como Seoane, os irmãos Granell, Eugenio e Mario, Maruxa Mallo e outros exilados no estrangeiro, encontrarom um grande eco entre o chamado “exílio interno”, por exemplo Felipe Bello Piñeiro divulgador da olaria de Sargadelos, fundaram ao regressarem à Galiza Luis e Maruxa Seoane e Isaac Díaz Pardo entre outros. Além de Camilo Díaz e Isaac, outros membros dessa família também se dedicaram à arte, como Lolita Díaz Baliño, ilustradora e professora, com alunos que continuaram a renovar a arte galega na pós-guerra, como María Antonia Dans ou Eva Gago.

### A tipografía
Os renovadores iniciaram um caminho de criação de novas fontes e recuperação da tipografia tradicional em pedra, o Laboratório de Formas continuou essas pesquisas e criadores recentes padronizaram fontes a partir delas, como a Vila Morena de Ipanema Gráfica ou a Gallaecia Castelo de Carlos Núñez pai.
Marcos Dopico e Natalia Crecente, da Universidade de Vigo, analisaram o programa tipográfico do Laboratório de Formas, no qual combinariam o resgate de fontes tradicionais de diversas origens com a sistematização da Bauhaus e da escola de Ulm, e segundo o próprio Díaz Pardo, no Vkhutemas soviético.

O trabalho gráfico também não estava associado ao mundo da impressão e da impressão mecânica, mas desenvolvido num ambiente local, ligado a áreas próximas do mundo da arte, do fabrico artesanal, da cantaria ou da ilustração, sendo executado por artistas e artesãos. Talvez por esse "jeito de fazer" tão característico do "feito à mão", que permeou todo o Laboratório de Formas, a intuição e a visão pessoal de cada artista-designer ganharam o jogo da padronização. (...)
“Os fundamentos do Laboratório de Formas propuseram-se a recolher os seus traços característicos da história para criar um sistema de expressão própria. Para isso, várias fontes seriam utilizadas; talha rupestre, inscrições nas arcadas das igrejas e cruzes, petróglifos, talha nas ferramentas dos ofícios, esculturas de pão de San Andrés de Teixido, cerâmica de Buño, rendas de Camariñas... em suma, todos os elementos patrimoniais da cultura galega. Os princípios da modernidade, com um olho na Bauhaus e na escola de Ulm e outro na singularidade do contexto geográfico e cultural, evitando qualquer padronização, evoluíram aqui para "enriquecer o mundo com a nossa diferença", ideologia aplicada a todos os produtos que eles saem do Laboratório de Formas.
- Ilustração de Fonseca para Os Nenos de Filgueira
- Dois exemplares do jornal "Galicia. Diario de Vigo"
- Cabeceira de A Nosa Terra
- Capa do ensaio Sempre em Galiza de Castelao
- Tipografía comercial de leite galego
- Portada gótica do cemitério pequeno de Bonaval
- Letras na Cidade da Cultura da Galiza do Gaiás
- Parróquia de Velle
- Galicia (1905)
- Marca da Cerâmica de Sargadelos (quarta fase)

Sobre investigação de tecidos, Luís Seoane e Maria. E. Montero:
Na Galiza, o trabalho colaborativo entre Mª Elena Montero é paradigmático de um modo de proceder que será recuperado na segunda década do século 21. Seoane desenhou os cartões de tapeçaria da Argentina e estes foram feitos em Sada por Montero, que conseguiu atingir a riqueza cromática das pinturas do artista. Foi uma colaboração feminista e pioneira na relação entre arte, design e artesanato, um trabalho de respeito e criatividade comum, pois Seoane fazia questão de que a assinatura das obras fosse conjunta, algo extraordinário para a época. Nestas obras, recolhe-se a tradição da tapeçaria e a sua relação com a pintura, bem como a história da Galiza, as suas lendas e batalhas, desde a época românica até ao mito actual das marisqueiras, regadores, leiteiras, enfim , da mulher como figura central da memória e fortaleza da Galiza.

### Edifícios na Galiza com a obra dos Renovadores
- MGAC 'Carlos Maside'
- Pinacoteca Francisco Fernández del Riego
- Pazo de Castrelos, Vigo
- Centro Social Afundación de Vigo
- MACUF da Coruña
- Museo de Belas Artes da Coruña
- Afundación, A Corunha
- Centro Galego de Arte Contemporánea, Santiago
- Cidade da Cultura do Gaiás, Santiago de Compostela
- Casa das Artes, Fundación Laxeiro, Vigo
- MARCO, Vigo
- Museo Granell, no Toural, Santiago

### Historiadores da Arte especialistas nos Renovadores
- Xosé Antón Castro